# ميرا بروكس ولتش
ميرا بروكس ولتش (بالإنجليزية: Myra Brooks Welch)‏ (12 أكتوبر 1877 في الولايات المتحدة - 11 أغسطس 1959، لوس أنجلوس في الولايات المتحدة)؛ كاتِبة وشاعرة أمريكية.